# 厄瓜多尔共产主义青年
厄瓜多尔共产主义青年（西班牙語：Juventud Comunista del Ecuador，缩写为JCE）是厄瓜多尔共产党的青年翼。该组织成立于1929年8月27日。该组织以马克思列宁主义为指导思想。该组织的总书记是Jaime León Heredia。该组织曾是世界民主青年联盟的成员。该组织曾参加政党联盟联合阵线。